# Forte de São Joaquim do Rio Branco

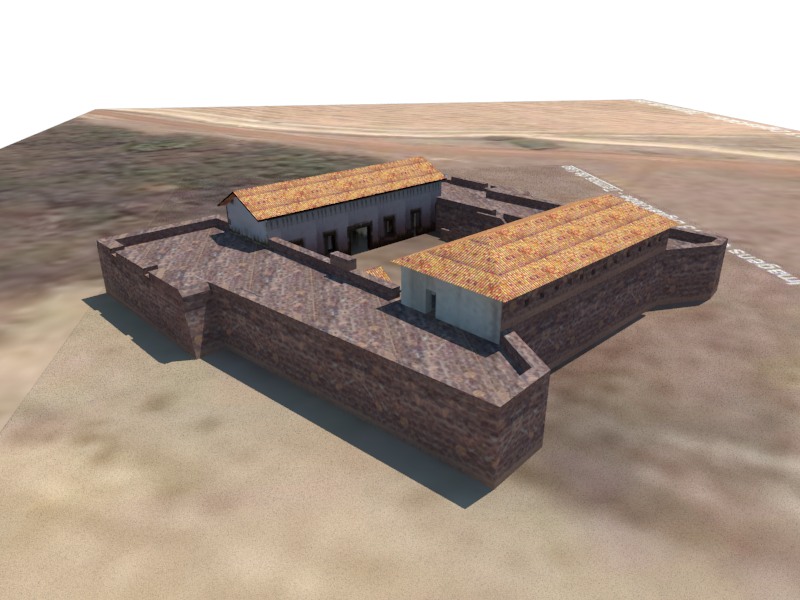
Modelagem em CAD do forte.

O Forte de São Joaquim do Rio Branco localizava-se no estado de Roraima, no Brasil.
Ergueu-se na margem esquerda da confluência do alto rio Branco (atual rio Uraricoera) com o rio Tacutu, onde se forma o rio Branco, a cerca de 32 quilômetros ao norte da atual capital, Boa Vista.

## História

### Antecedentes
No contexto da ameaça das entradas holandesas oriundas do Suriname, via fluvial, para comércio e apresamento de indígenas na região, que se estenderam de 1750 a 1780, a Provisão Régia de 14 de novembro de 1752 determinou ao governador e Capitão-general do Estado do Grão-Pará e Maranhão, Francisco Xavier de Mendonça Furtado (1751–1759):
"D. Joseph, por graça de Deus rei de Portugal, e dos Algarves daquem e d'alem mar, em África de Guiné etc. Faço saber a vós, Francisco Xavier de Mendonça, governador e capitão-geral do Pará, que, tendo-me sido presente que pelo rio Essequebe, têm passado alguns holandeses das terras de Suriname ao rio Branco, que pertence aos meus domínios, e commettido n'aquelas partes alguns distúrbios: Fui servido ordenar, por resolução de 23 de outubro deste anno, tomada em consulta do meu conselho ultramarino, que sem dilatação alguma se edifique uma fortaleza nas margens do dito rio Branco, na paragem que considereis ser mais própria, ouvidos primeiro os engenheiros que nomeares para este exame, e que esta fortaleza esteja sempre guarnecida com uma companhia do Regimento Macapá, a qual se mude anualmente. E aos ditos engenheiros fareis visitar outras paragens, e postos dessa companhia de que à defensa seja importante, particularmente das que forem mais próximas às colônias, e estabelecimentos estrangeiros, para formarem um distincto mapa das fortificações, que julgarem conveniente, o qual remetereis com o vosso parecer, declarando ao mesmo tempo a fortificação de que necessitarem as cidades do Pará e Maranhão, e as suas barras. El-Rey nosso senhor o mandou pelos conselheiros do seu conselho ultramarino abaixo assignados, e se passou por duas vias. Theodosio de Cabelos Pereira a fez em Lisboa a quatorze de novembro de mil setecentos e cinquenta e dois. O conselheiro Diogo Rangel de Almeida Castello Branco a fez escrever, Thomé Joaquim da Costa Corte-Real. – Fernando Joseph Marques Bacalhão."
Em que pesem os alertas regulares das autoridades locais sobre a necessidade de uma fortificação, face às ameaças representadas por aquele comércio na região (os Paraviana, por exemplo, foram encontrados com "armas, pólvora e balla", conforme relato do Ouvidor-mor da Capitania do Rio Negro, Lourenço Pereira da Costa, ao governador da Capitania em 1762), por mais de vinte anos nada foi concretizado.

### O Forte de São Joaquim
Uma ação efetiva só foi adotada pela Coroa portuguesa a partir de 1775, quando Nikolas Hartsman, desertor holandês oriundo de Essequibo, chegou a Barcelos, sede da Capitania de São José do Rio Negro, com notícias de um estabelecimento espanhol no Rio Branco. Esse estabelecimento remontava a expedições efetuadas nos anos de 1771–1773, em busca da lendária Serra Dourada do lago Parima, que expedições portuguesas anteriores já haviam descartado. O dado mais importante era o de que os espanhóis, enviados oficialmente pelo governo da Guiana espanhola (Venezuela) com o fim declarado de anexação da região, estavam aquartelados no rio Uraricoera, tendo já formado no curso do mesmo, dois aldeamentos indígenas, o de Santa Rosa e o de São João Batista de Caya-Caya.
Frente a essa ameaça concreta no alto rio Branco, que desarticulava toda a estratégia tático-defensiva portuguesa na bacia amazônica, no mesmo ano, uma tropa de guerra foi formada e enviada para dar combate aos espanhóis, sob o comando do Capitão de Engenheiros Phillip Sturm, com ordens de expulsá-los e de iniciar a construção de uma fortaleza, bem como de promover o aldeamento de indígenas na região. Dessa forma, entre os anos de 1775 (SOUZA, 1885:58) e 1776 iniciou-se finalmente a construção do Forte de São Joaquim dominando estratégicamente, do ponto de formação do rio Branco, o acesso ao rio Tacutu e ao rio Uraricoera, afastando definitivamente as ameaças de invasão espanhola ou holandesa por aquela via.
Empregando a mão de obra de indígenas tomados aos espanhóis como presa de guerra, e de outros, aldeados para o serviço da fortaleza (eram cinco as aldeias computadas em 1777), ela foi concluída em 1778. Ficou guarnecido por 30 soldados e por  milicianos indígenas.
A fortificação foi visitada pela expedição de Alexandre Rodrigues Ferreira (1783–1792), dela existindo iconografia (Prospecto da Fortaleza de S. Joachim; Planta da Fortaleza de S. Joachim; Planta da Capela e Residência do Capelão do Forte de São Joachim. Biblioteca Nacional, Rio de Janeiro). Na primeira estão retratados a estrutura do forte — onde sobressaem os telhados do Quartel de Comando e do Quartel de Tropa ao abrigo do terrapleno —, e o aldeamento anexo (FERREIRA, 1971. Pranchas 67, 68 e 69). Data desta época, ainda, a "Planta, Perfil e Prospecto do Forte de S. Joachim do Rio Branco, tirada no anno de 1787 pelo Cel. Eng. José Sarmento de Carvalho.", no Arquivo Histórico do Exército (AHEx), no Rio de Janeiro.
À época do Brasil Império, a informação mais completa sobre a estrutura, é a de BAENA (1839):
"Sua figura é um paralelogramo, do qual um dos lados maiores está ao longo da margem, e tem quase no meio um reentrante, que não consente mais de uma peça de artilharia para flanquear o resto do mesmo lado; debaixo de idêntica disposição se acha o lado oposto. No pequeno lado, em que está a porta, ela apresenta uma cortina tendo no extremo dois meios baluartes, e o mesmo no lado oposto. O pavimento contém 16 canhoneiras, das quais só 10 cavalgadas de canhões dos calibres de 6 libras até 1. Entre eles existem três pedreiros tomados aos espanhóis com o posto militar de São João Batista, e duas peças de bronze de 1 fundidas na cidade [de Belém] do Pará em 1763.
Em suma, o forte é imperfeito tanto no material como no sistema do polígono defensivo. Não é assim quanto ao sítio, sobre que está construído: ali o terreno não é sujeito a inundações, e o canal do [rio] Tacutú é mais navegável do que o rio Urariquera, o qual é crespo de cachoeiras, e portanto o forte defende os canais destes rios, pelos quais pode haver comunicação do rio Branco para as nações confinantes. Ele é a fortificação mais bem conservada das fronteiras.
O construtor foi o capitão alemão Filipe Sturm, que tinha vindo para as demarcações dos domínios lusitano e espanhol na América." (BAENA, Antônio Ladislau Monteiro. Ensaio Chorographico do Pará. 1839. apud SOUZA, 1885:58-59).         Segundo outros historiadores foi iniciada essa construção em 1775 e concluída em 1788,dizem que o forte marca o início da ocupação de terras em Roraima.

### Decadência e abandono
Irônicamente, a utilização desta mão-de-obra nativa, e as duras condições de uma vida sedentária nos aldeamentos impostos a populações até então nômades, conduziu a um círculo vicioso de revoltas e repressão durante a década de 1780, que dizimou os aldeamentos e culminou em uma grande revolta em 1790, violentamente reprimida.
O governador da Capitania do Rio Negro, Manuel da Gama Lobo D'Almada, entre 1787 e 1788, considerou-o fraco enquanto fortificação, embora muito bem situado, e, à época, a sua guarnição variava entre 40 e 50 homens. (OLIVEIRA, 1968:756)
Ao se iniciar o século XIX os aldeamentos de Nossa Senhora da Conceição e Santo Antônio, às margens do rio Uraricoera, São Felipe, no rio Tacutu, e Nossa Senhora do Carmo e Santa Bárbara, no rio Branco, encontravam-se praticamente desertos e o serviço do forte era mantido com destacamentos de indígenas remetidos mensalmente do rio Negro. Ao mesmo tempo, as colônias espanholas obtendo a sua independência, os ingleses consolidando a sua presença na Guiana, e o processo de Independência do Brasil (1822), pouco a pouco mergulham a região no esquecimento, de onde saiu por um breve momento, no início do século XX com a Questão do Pirara (1904).
GARRIDO (1940) informa que, ao tempo do Império, foi criada na região a Colônia Militar do Rio Branco (Aviso de 12 de agosto de 1850), distante, entretanto, da antiga fortificação colonial. Ao tempo da República, a antiga Colônia Militar passou a ser denominada de Fazenda Federal, tendo a União ali mantido por longo tempo um destacamento do Exército Brasileiro (op. cit., p. 18).
Ainda assim o antigo forte conheceu obras de reconstrução, em 1875, por iniciativa do seu comandante à época, Pedro Jaime Lisboa. (OLIVEIRA, 1876:756) Ainda desse período, uma planta datada de 1883, assinada por Francisco Xavier Lopes de Araújo, barão de Parima, mostra um relógio de sol, colocado para observações astronómicas, e casas para o comando e para quartel da tropa, as ruínas da igreja e o cemitério. (OLIVEIRA, 1968:756)
BARRETTO complementa que, à época (1958), ainda podiam ser observadas as ruínas do antigo forte, encontrando-se a imagem entalhada em madeira do seu padroeiro, São Joaquim, abrigada na Capela da Fazenda São Marcos. Um dos canhões remanescentes da artilharia do forte ornamentava, na mesma época, a Praça da Bandeira, na capital Boa Vista (op. cit., p. 62-68). Parte da sua pedra foi reaproveitada em outras edificações, como por exemplo, na do Serviço de Proteção ao Índio na Fazenda São Marcos, em 1944.
As suas ruínas encontram-se tombadas como Patrimônio Histórico desde 22 de abril de 2001.

## Lista de comandantes da praça
São conhecidos os nomes dos seguintes militares no comando da praça:
- Capitão Phillip Sturm (1775)
- Capitão Nicolau de Sá Sarmento (1787)
- Capitão Inácio Magalhães (1830)
- Capitão Ambrósio Aires (1835)
- Capitão José Barros Leal (1839)
- Major Coelho (1842)
- Capitão Bento Brasil (1852)
- Cabo Pedro Rodrigues (1899)

## A Fazenda São Marcos
A fazenda São Marcos foi fundada pelo capitão Nicolau de Sá Sarmento, comandante do Forte de São Joaquim no final do século XVIII, em 1799. Localizada próxima ao forte, constituiu-se em um dos primeiros assentamentos de colonizadores que introduziram gado na região do rio Branco.
Já à época da República, estando o forte abandonado e em ruínas, o Governo Federal manteve uma guarnição na Fazenda de São Marcos, também Colónia Militar do Rio Branco. A informação de BARRETO (1940) de que a fazenda ficava no local do forte é incorreta, uma vez que ambos são distantes entre si. A fazenda sediou ainda um posto do antigo Serviço de Proteção aos Índios. (OLIVEIRA, 1968:756)